# Гробіня (футбольний клуб)
«Гробіня» (латис. Grobiņas sporta centrs) — латвійський футбольний клуб з міста Гробіня, який грає у Латвійській футбольній Вищій лізі та Кубку Латвії. У 2016 році «Гробіня» виграла регіональну лігу Курземе, та вийшла у фінальний турнір латвійської другої ліги, який виграла, перемігши у фіналі клуб «Цесіс», та здобула путівку до першої ліги. У своєму дебютному сезоні в першій лізі команда посіла 4 місце.
Клуб «Гробіня» має партнерську угоду з клубом «Лієпая», і таким чином гравці клубу можуть постійно грати або знаходитись в оренді в клубі «Лієпая».